# Додонов Роман Олександрович
Додонов Роман Олександрович (30 червня 1968, Запоріжжя) — український соціальний філософ та історик, доктор філософських наук (1999), професор (2004), директор Науково-дослідного інституту українознавства Київського національного університету імені Тараса Шевченка (з 2024).

## Біографія
Випускник філософського факультету Київського державного університету імені Тараса Шевченка (1992), диплом з відзнакою. Закінчив аспірантуру при кафедрі філософії та соціології Запорізького державного університету (1995). Захистив кандидатську дисертацію на тему: «Гуманізація етнічних відносин як фактор розвитку свободи» (1995). Працював на посаді доцента кафедри філософії та соціології в Запорізькому державному університеті.
Після навчання в докторантурі захистив докторську дисертацію «Соціально-філософський аналіз процесу формування та функціонування етноментальності» у спеціалізованій вченій раді Інституту філософії імені Григорія Сковороди НАН України (1999). Професор (2004).
У 2001-2002 роках — декан факультету підготовки спеціалістів на платних засадах Запорізького юридичного інституту МВС України. З жовтня 2002 року — професор, з вересня 2005 — завідувач кафедри філософії Донецького національного технічного університету.
До 2012 р. — засновник і головний редактор філософського журналу "Ноосфера і цивілізація". Член оргкомітету та співорганізатор Міжнародної наукової конференції "Творча спадщина В.І.Вернадського і сучасність".
З вересня 2013 р. — професор кафедри філософії та політології Донецького юридичного інституту МВС України, за сумісництвом — професор кафедри філософії Донецького національного університету. Після евакуації цього навчального закладу з зони АТО до м. Вінниця очолював кафедру філософії. Член спеціалізованої вченої ради із захисту кандидатських дисертацій у Донецькому національному університеті за спеціальністю 09.00.03 — Соціальна філософія та філософія історії. Член Наукової ради Міністерства освіти і науки України (Секція 20: Історія. Філософія. Політологія). Експерт ДАК України з філософських наук. 
У 2017-2022 роках — завідувач кафедри філософії Історико-філософського факультету Київського університету імені Бориса Грінченка, з вересня 2022 р. — професор кафедри філософії та релігієзнавства Факультету суспільно-гуманітарних наук Київського університету імені Бориса Грінченка. Редактор відділу філософії аналітико-інформаційного журналу "Схід".
З 2023 року — завідувач відділу історичних пам'яток та культурної спадщини Науково-дослідного інституту українознавства Міністерства освіти і науки України. Після реорганізації даної установи - директор Науково-дослідного інституту українознавства Київського національного університету імені Тараса Шевченка. Головний редактор журналу "Українознавчий альманах" (з 2024 р.). 
Автор понад 400 публікацій наукового, навчального та методичного характеру. Галузь наукових інтересів: соціальна філософія, історія та археологія, українознавство. Засновник наукової школи. Під керівництвом Р.О. Додонова було захищено 1 докторську і 12 кандидатських дисертацій.
Хобі — підводна археологія. Учасник підводних археологічних експедицій на о. Хортиця (суднопідйомні проекти "Запорізька Чайка" (1999), "Запорізька бригантина" (2004)), Комплексної експедиції "Філоксія" на о. Зміїний (2006, 2008, 2010), Міжнародної підводної археологічної експедиції на озеро Іссик-Куль (2011). Організатор та головний редактор українського електронного журналу "Підводні дослідження: Археологія. Історія. Дайвінг". Автор науково-популярних статей в журналах "Нептун-ХХІ век", "Подводный клуб", "Шкіпер".

## Сім'я
- Дружина, Додонова Віра Іванівна (народ. 6 червня 1970 р.), доктор філософських наук (2012)[4], професор кафедри філософії та міжнародних комунікації Національного університету біоресурсів і природокористування України[5].
- Батько, Додонов Олександр Федорович[6] (нар. 10 червня 1943 р.), доктор історичних наук (2001), професор.
- Син, Додонов Данило Романович (народ. 11 грудня 1991 р.), кандидат політичних наук, асистент Інституту післядипломної освіти Національного медичного університету імені О.О. Богомольца.
- Донька, Додонова Яна Романівна (народ. 21 липня 2005 р.), студентка Навчально-наукового інституту філології Київського національного університету імені Тараса Шевченка.

## Вибрані праці

### Монографії
- Феномен нації: основи життєдіяльності / Колективна монографія Інституту філософії ім. Г.С.Сковороди НАН України під ред. Б.В. Попова. К.: Товариство "Знання”, 1998. С.135-149.
- Этническая ментальность: опыт социально-философского исследования [Архівовано 31 березня 2020 у Wayback Machine.]. Запорожье: „Тандем-У”, 1998. 192 с.
- Теория ментальности. Учение о детерминантах мыслительных автоматизмов. Запорожье: „Тандем-У”, 1999. 264 с.
- Цивилизация: от локального к глобальному Граду: Монографія / Додонов Р.А., Алексеева Л.А., Лазарев Ф.В., Шульга М.А. и др. Донецк: ДонНТУ, УНИТЕХ, 2008. С.50-67, 231-235.
- Аутопоезіс соціальних систем: Монографія / За науковою ред. В.П.Беха / В.П.Бех, Мін. освіти і науки. Нац. пед. ун-т імені М.П.Драгоманова. К.: Вид-во НПУ імені М.П.Драгоманова, 2010. Розділ "Ноосфера як підстава бутя соціального світу”. С.19-33.
- Образование как планетное явление: Монография. ДонНТУ. Донецк: ДонНТУ, Технопарк ДонНТУ УНИТЕХ, 2011. С.21-78.
- Метафізика Донецька. Філософські ессе. Донецьк: Донецьке відділення Наукового товариства ім. Шевченка, ТОВ "Східний видавничий дом", 2012. Розділ "Особливості хронотопа та імидж міста”. С.128-143.
- Додонов Р.О. Східноукраїнський конфлікт у дзеркалі соціально-філософської рефлексії.  Вінниця: ГЛОБУС ПРЕСС, 2016. 200 с.
- Гібридна війна: in verbo et in praxi / Донецький національний університет імені Василя Стуса. Під. заг. ред. проф. Р.О. Додонова. Вінниця, 2017. 410 с.
- Александрова О., Додонов Р., Додонова В. Два проекти Національної академії наук (до сторіччя УАН) // Nad Wisla i Dnieprem. Polska i Ukraina w przestrzeni europejskiej – przeszlosc i terazniejszosc. Monografia zbiouowa / red. Ihor Sribnyak. Warshawa-Torun: Miedzynarodowy konsorcium naukowo-edukacyjny im. Luciena Febvra, 2019. S. 6-12.
- Александрова О., Андрєєв В., Додонов Р. Ярослав Мудрий та його доба: тисячолітній досвід українського державотворення. Післямова. Київ: Київський університет імені Бориса Грінченка, 2019. C.280-281.
- Складні питання історичної пам’яті у парадигмі діалогічності культур: Колективна монографія / Київський університет імені Бориса Грінченка. Білосток: Білоруське історичне товариство, 2019. С. 4-8, 235-258.
- Ментальність. Нація. Пам’ять. Збірник праць наукової школи проф. Р.О. Додонова. – Київ: ФОП Р. Халіков, 2022. С. 15-26, 65-73, 147-166, 207-224.

Підручники та навчальні посібники
- Додонов Р.О., Додонова В.І. Соціологія: навчальний посібник для курсантів і студентів вищих закладів освіти МВС України. Донецьк: Донецький юридичний інститут МВС України, 2005. 224 с.

- Вступ до філософії: навчально-методичний посібник для студентів заочної форми навчання. За ред. проф. Л.М.Нікітіна. Видання 3-тє, доп. і перероб.  К.: Центр учбової літератури, 2008. 256 с. (теми 10 та 14).
- Філософія. Навчально-методичний посібник для студентів технічних вузів / Під ред. Л.О.Алексєєвої, Р.О.Додонова та інш. Донецьк: ДонНТУ, 2007. 175 с. (теми 2, 5).
- Алексєєва Л.О., Додонов Р.О., Муза Д.Є. Філософія науки і техніки. Навчально-методичний посібник для магістрантів. Вид. 2-ге, виправлене. Донецьк: ДонНТУ, 2006. 113 с.
- Філософія. Кредитно-модульний курс. Навчальний посібник. 2-ге вид. За ред. Р.О. Додонова, Л.І. Мозгового. К.: Центр учбової літератури, 2013.  Тема 2.2.
- Додонова В.І., Додонов Р.О. Гносеологія, епістемологія і методологія науки (навчально-методичний посібник для аспірантів та здобувачів). Вінниця: ТОВ «Ніланд-ЛТД», 2015. 140 с.

### Дисертації
- 1995, канд. «Гуманізація етнічних відносин як фактор розвитку свободи»[7].
- 1999, докт. «Соціально-філософський аналіз процесу формування і функціонування етноментальності»[7].

### Статті
- Додонов Р.О. Деякі аспекти етатичного підходу до визначення поняття «нація». Константи. 1995. № 11. С.65-72.
- Додонов Р.О. Археологія когнітивної сфери: структуралістський аспект аналізу. Нова парадигма. 2001. Вип. 19. С.155-163.
- Додонов Р.О. Про сутність та еволюцію технічного мислення. Практична філософія. 2005.  №1 (15). С.19-26.
- Додонов Р.О. Чорноморські вектори у геополітичних концепціях України і Росії. Політичний менеджмент. 2005. № 4(13). С.127-138.
- Додонов Р.О. Історичний час в системі часових форм. Історичний вісник: Збірник наукових праць. Вип. 1. Донецьк: ДонНТУ, 2010. С.112-120.
- Dodonov R., Dodonova V. Postnonclasic Horizons of Social Rationality. Наукові записки Національного університету «Острозька академія». Серія «Філософія». 2014. Вип. 15. С.120-124.
- Roman Dodonov. The process of pacification in Ukraine: Transdnistrian and Chechen options. East Ukrainian conflict in the context of global transformation. Es. 1. Vinnitsa: Nilan-LLC, 2015. P. 143-155.
- Додонов Р.О. Східноукраїнський конфлікт в контексті концепції циклічного насилля. Східноукраїнський конфлікт в контексті глобальних трансформацій. Збірник статей. 2016. Вип. 2. С.51-64.
- Додонов Р.О. Світовий досвід постконфліктної реабілітації та замирення в контексті подій на Сході України. Нова парадигма. 2016.  Вип. 129. С.15-25.
- Roman Dodonov, Hryhorii Kovalskyi, Vera Dodonova, Maryna Kolinko. Polemological Paradigm of Hybrid War Research. Philosophy and Cosmology. 2017. V. 19.  P.97-109.
- Dodonov R. The Institutionalization of the Politics of Memory. Skhid. 2018. № 1(153). С.98-102.
- Додонов Р. О., Додонова В. І. Одухотворений космос vs бездушний простір. Науковий часопис Національного педагогічного університету імені М. П. Драгоманова. Серія 7. Релігієзнавство. Культурологія. Філософія. 2019. Вип. 40(53). С.85-93.
- Roman Dodonov, Olena Aleksandrova. Discourse Techniques For Constructing Secessions: The Experience of Donbass and Latgale. Ideology and Politics. 2019.  No 1(12). P. 99-115.
- Dodonova V., Dodonov R., Aleksandrova O., Popovich O., Omelchenko Y. Strategy and Tactics of Behaviour of Subjects and Objects of Historical Trauma. Analele Universităţii din Craiova. Istorie. 2019. Anul XXIV, Nr. 2(36). Р. 153-164.
- Aleksandrova Olena, Dodonov Roman, Vinnikova Nataliia. Postmaidan Ukraine: Middle Class in the Shadow of Reforms. Studia Warmińskie; The Studies of Warmia. 2019. № 56 Р.439-455. DOI: 10.31648/sw.4315.
- Vira Dodonova, Roman Dodonov. Transformation of social values during a pandemic and problems of global solidarity. Skhid. 2020. No 3(167). P. 21-26.
- Bekh, V., Yaroshenko, A., Zhyzhko, T., Ignatyev, V., & Dodonov, R.  Postmodern Picture of Reality of Scientific Knowledge: Evolution by Epistemological Diversity. Postmodern Openings. 2020. 11(3). P.207-219. https://doi.org/10.18662/po/11.3/208 https://lumenpublishing.com/journals/index.php/po/article/view/2995.
- Dodonov, Roman and Dodonova, Vira and Konotopenko, Oleksandr. The Baptism оf Relics оf Oleg аnd Yaropolk: Ethical, Theological аnd Political Aspects. Filosofiya-Philosophy. "Az-buki" National Publishing House. Bulgarian. 2021. Volume 30. Number 3. 270-284 https://doi.org/10.53656/phil2021-03-05.
- Dodonov R. Transformation of commemorative practices in Ukrainian historical discourse. Skhid. 2022. Vol. 3. No 1. Pp. 5-14. https://doi.org/10.21847/1728-9343.2022.3(1).253628.
- Butchenko Taras, Dodonov Roman, Dodonova Vіra. The right to philosophical education: The democratic model of implementation for Ukraine. Educational Philosophy and Theory. 2023. Р. 54 (14). https://doi.org/10.1080/00131857.2022.2161367.
- Додонов Р.О. До питання про хрещення князів України-Русі: кейс Святославовичів. Українознавство. 2023. № 4. https://doi.org/10.30840/2413-7065.4(89) .
- Додонов Р.О. Національний пантеон героїв як складова історико-культурної спадщини України. Українознавство. 2024. Випуск 1(90). С. 74-88. DOI: https://doi.org/10.17721/2413-7065.1(90).2024.303892
- V. Dodonova, R. Dodonov, L. Voinarovska, D. Chornomordenko, Y. Pavlov, K. Binkivska, O. Lobanchuk. Promoting Sustainable Education through Academic Integrity: The Habitus and Socialization Nexus. European Journal of Sustainable Development. 2024 Vol. 13(2). P. 209-227.  DOI: 10.14207/ejsd.2024.v13n2p209
- Додонов Р.О. Колоніальна, етноцентристська та етатистська парадигми управління культурною спадщиною в Україні. Українознавство. 2024. Випуск2(91). С. 31-43. DOI: https://doi.org/10.17721/2413-7065.2(91).2024.307949

### Науково-популярні видання
- Додонов Р.О. Історичні wreck’и України: події, пошук, пошук, версії. Донецьк: „ВИК”, 2004. 289с.
- Додонов Р.А. Остров Хортица: Спасение бригантины. Шкіпер. Український маріністичний журнал.  №1-2’2006(46). Квітень 2006. С.96-101.
- Додонов Р.А. Спасение бригантины: Запорожская экспедиция подводных археологических работ. Нептун-ХХІ век. Иллюстрированный журнал о подводном мире. М., 2007. № 6. С.50-55.
- Додонов Р.А. Рассказы об ЭПРОНе. Донецк: Норд-Пресс, 2008. 218 с.
- Додонов Р.А. Черный принц: быль и легенда. 2-е изд. Донецк: Вебер (Донецкое отделение), 2013. 237 c.
- Додонова В.І., Додонов Р.О. Монологи про Донбас. Вибрані праці з проблематики східноукраїнського конфлікту. К.: Видавець Р. Халіков, 2018. 336 с.